# James Orr
James R. Orr (* 1953 in Kanada) ist ein kanadischer Filmregisseur, Filmproduzent und Drehbuchautor.

## Leben
Nachdem James Orr die Carleton School of Journalism besuchte, studierte er Filmwissenschaften an der York University. Anschließend wurde er als erster Kanadier überhaupt 1977 in das renommierte Regieprogramm des American Film Institute zugelassen. Bereits 1985 führte er die Regie in der Liebeskomödie Breaking All the Rules, wobei er unter anderem mit dem Drehbuchautor Jim Cruickshank zusammenarbeitete. Mit diesem verband ihn seitdem eine mehrjährige Zusammenarbeit, die sich über Filme wie Noch drei Männer, noch ein Baby, Mr. Destiny, Eins und Eins macht Vier und (K)ein Vater gesucht zog.
Als die Schauspielerin Farrah Fawcett den Heiratsantrag Orrs am 28. Januar 1998 ablehnte, fingen beide an, sich im Restaurant zu streiten. Auf der Heimfahrt zu Orrs Villa eskalierte dieser Streit, und Orr prügelte Fawcett in der Einfahrt und würgte sie. Ein Gericht in Los Angeles sprach ihn schuldig und verurteilte ihn zu 100 Sozialstunden und 500 US-Dollar Strafe.
Seit den 1980er Jahren ist Orr ein bekennender Weinfan und bot nicht nur auf mehreren Weinauktionen mit, er gab auch mit dem Weinjournalisten James Suckling im März 2011 bekannt, dass beide eine Internetseite über das Weintrinken betreiben wollen.

## Filmografie (Auswahl)
Regisseur
- 1985: Breaking All the Rules
- 1987: Alle nennen mich Bruce (They Still Call Me Bruce)
- 1987: Die Jugend des Magiers (Young Harry Houdini)
- 1990: Mr. Destiny
- 1995: (K)ein Vater gesucht (Man of the House)
- 2007: Chaos unterm Weihnachtsbaum (Christmas in Wonderland)
- 2010: Eine Vorweihnachtsgeschichte (The Night Before the Night Before Christmas)

Drehbuchautor
- 1986: Witchfire
- 1986: Archie und Harry – Sie können’s nicht lassen (Tough Guys)
- 1987: Alle nennen mich Bruce (They Still Call Me Bruce)
- 1987: Die Jugend des Magiers (Young Harry Houdini)
- 1987: Noch drei Männer, noch ein Baby (Three Men and a Baby)
- 1988: Eine verhängnisvolle Erfindung (14 Going on 30)
- 1990: Mr. Destiny
- 1993: Sister Act 2 – In göttlicher Mission (Sister Act 2: Back in the Habit)
- 1995: (K)ein Vater gesucht (Man of the House)
- 2007: Chaos unterm Weihnachtsbaum (Christmas in Wonderland)
- 2010: Eine Vorweihnachtsgeschichte (The Night Before the Night Before Christmas)
- 2011: Mein Freund aus der Zukunft (My Future Boyfriend)
- 2017: A Change of Heart

Produzent
- 1986: Witchfire
- 1987: Alle nennen mich Bruce (They Still Call Me Bruce)
- 1990: Mr. Destiny
- 1995: Eins und Eins macht Vier (It Takes Two)

## Auszeichnungen (Auswahl)
Emmy
- 1987: Nominierung als Outstanding Children’s Program für Die Jugend des Magiers